# (400060) 2006 SO95
(400060) 2006 SO95 es un asteroide perteneciente al cinturón de asteroides, descubierto el 18 de septiembre de 2006 por el equipo del Spacewatch desde el Observatorio Nacional de Kitt Peak, Arizona, Estados Unidos.

## Designación y nombre
Designado provisionalmente como 2006 SO95.

## Características orbitales
2006 SO95 está situado a una distancia media del Sol de 2,595 ua, pudiendo alejarse hasta 3,324 ua y acercarse hasta 1,865 ua. Su excentricidad es 0,281 y la inclinación orbital 3,327 grados. Emplea 1526,94 días en completar una órbita alrededor del Sol.

## Características físicas
La magnitud absoluta de 2006 SO95 es 17,6.